# الصحة في تايلاند

ختم وزارة الصحة العامة في تايلاند

وفقًا لمنظمة الصحة العالمية تتمتع التايلاند بتاريخ طويل وناجح في مجال التنمية الصحية، حيث يصل متوسط الأعمار المتوقع إلى سبعين عاما. تشكل الأمراض الغير المعدية العبئ الرئيسي للاعتلال والوفيات بنسبة ٪55 من الوفيات، فيما تشكل الأمراض المعدية بما في ذلك الملاريا والسل نسبة ٪24 وكذلك الحوادث المرورية ٪22 وهي من قضايا الصحة العامة الهامة.
يبلغ معدل وفيات الأشخاص الذين تتراوح أعمارهم بين 15 و 59 عامًا 205 شخصا لكل 1000 شخص، فيما يمثل معدل الوفيات تحت سن خمس سنوات 14 شخصًا لكل 1000 مولود حي، في مقابل 48 لكل 100,000 ولادة حية عام 2008.

## الماء والصرف الصحي
في عام 2008، حصل 98 في المائة من السكان على مياه شرب محسنة. كما يتمتع 96 في المائة من السكان بإمكانية الوصول إلى خدمات مرافق الصرف الصحي المحسنة.

## الحالة الصحية
يعد العمر المتوقع في تايلاند هو 71 سنة للرجال و 78 سنة للنساء.

### أمراض معدية
وتشمل الأمراض المعدية الرئيسية إسهال، التهاب كبدي، حمى الضنك، ملاريا، التهاب الدماغ الياباني، داء الكلب, وداء البريميات.

#### السل
يصيب داء السل ما يقارب 189 شخصا لكل 100000 من السكان.

#### حمى الضنك
في عام 1949، تم تسجيل أول حالة من حمى الضنك في تايلاند. ومنذ ذلك الحين، تم السيطرة عليها دون القضاء عليها. في عام 2019،ارتفعت حالات الإصابة بحمى الضنك. حيث أصيب بها في البلاد 28785 شخصًا خلال الأشهر الستة الأولى من السنة. لقي 43 حذفهم. بذلك تجاوز إجمالي إصابات عام 2019 ضعف متوسط الخمس سنوات السابقة حيث سجلت 19900 إصابة و 19 حالة وفاة خلال عام 2018. حيث لا زال لا يوجد علاج لحمى الضنك.

#### داء المناعة
في عام 1984، تم تحديد أول إصابة بفيروس نقص المناعة المكتسبة (الإيدز) ووفاة 585.830 شخصا. فيما سجل عام 2008، إصابة مليون و151515 بالغا بالمرض.
في عام 2009، كان معدل انتشار فيروس نقص المناعة المكتسبة بين البالغين ٪1.3. مما جعل البلاد تحوز المرتبة الأولى كأعلى معدل انتشار فيروس نقص المناعة البشرية على مستوى آسيا.
بدأت الحكومة في تحسين دعمها للأشخاص المصابين بفيروس نقص المناعة (الإيدز) حيث قدمت الأموال لمجموعات دعم المرض. بدأت البرامج العامة تغيير السلوك الصحي عن المرض، يرغم ذلك استمر التمييز ضد المصابين. قامت الحكومة بتمويل برنامج للأدوية المضادة للفيروسات القهقرية، واعتبارًا من سبتمبر 2006، استفاد أكثر من 80,000 مريضا بهذه الأدوية.